# Internet en Rusia

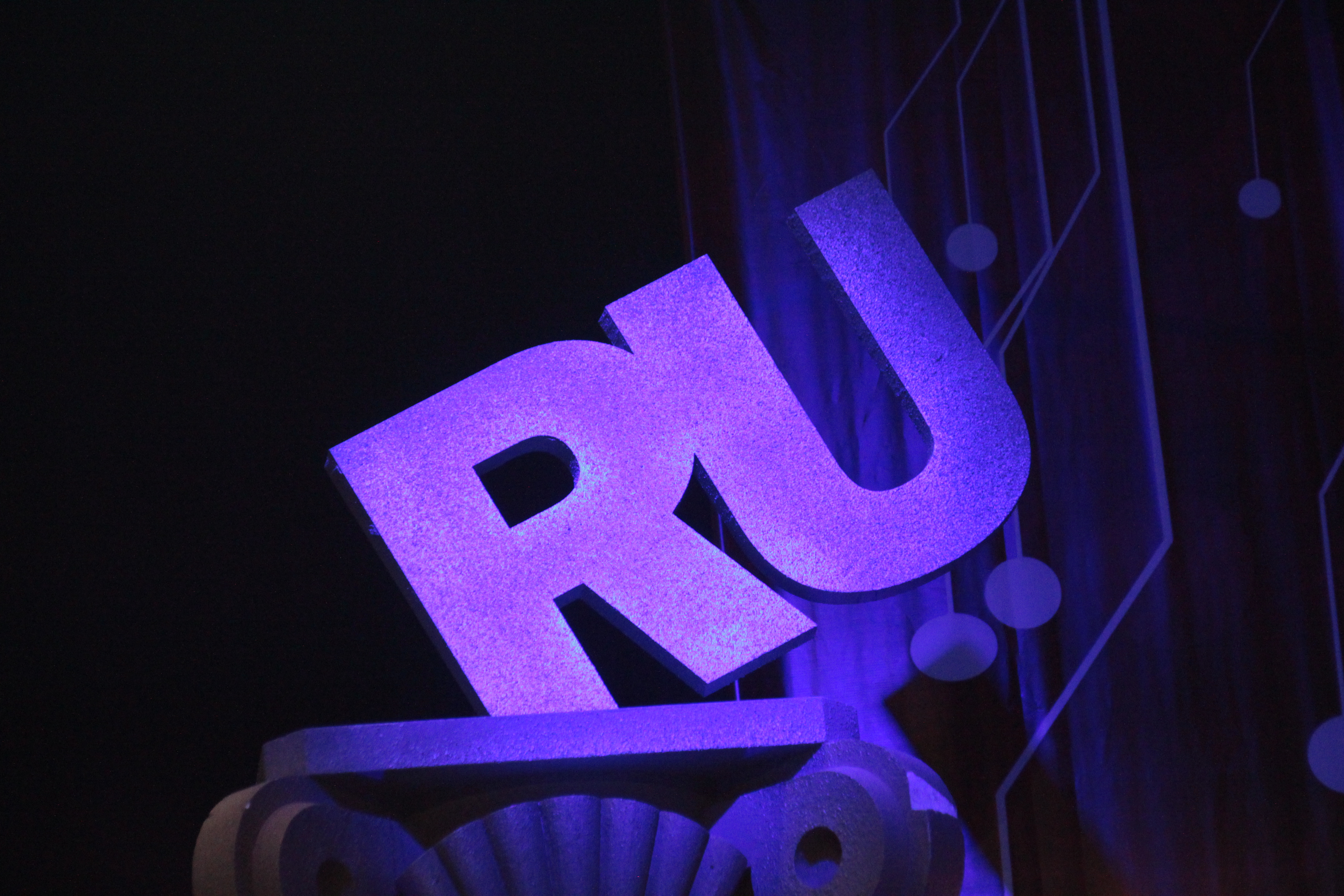
Logotipo de Runet en la ceremonia del Premio Runet 2009

Internet en Rusia (en ruso: российский Интернет) es una parte del Internet que está relacionada con Rusia. A 2015 el acceso de Internet en Rusia es disponible a negocios y a usuarios de casa en varias formas, incluyendo  conexión dial-up, cable, ADSL, FTTH, móvil, inalámbrico y satélite.
A partir de julio de 2016, 108 772 470 personas (76,4 % de la población total del país) eran usuarios de Internet.
En septiembre de 2011, Rusia superó a Alemania en el mercado europeo con el mayor número de visitantes únicos en línea. En marzo de 2013, una encuesta descubrió que el ruso se había convertido en el segundo idioma más utilizado en la web. Internet en Rusia también se llama a veces Runet, aunque ese término se refiere principalmente al Internet en ruso.
Los rusos son fuertes usuarios de las redes sociales, de las cuales Odnoklassniki.ru (es utilizado por el 75% de los rusos de 25 a 35 años en 2009) y VKontakte son los más populares. LiveJournal también ha sido muy popular.

## Historia

### Primeros años
Retrospectivamente, la creación de redes de datos en idioma ruso se remonta a la difusión del correo y el periodismo en Rusia, y la transferencia de información por medios técnicos llegó con el telégrafo y la radio. Una novela de ciencia ficción de 1837 The Year 4338: Petersburg Letters, del filósofo ruso del siglo XIX Vladimir Odoevsky, contiene predicciones como las casas de los amigos están conectadas por medio de telégrafos magnéticos que permiten a las personas que viven lejos unas de otras hablar. entre sí y los diarios del hogar, habiendo reemplazado la correspondencia regular con información sobre la buena o mala salud de los anfitriones, noticias familiares, pensamientos y comentarios diversos, pequeños inventos e invitaciones.
Los sistemas informáticos se hicieron conocidos en la URSS en la década de 1950. A partir de 1952, el trabajo se llevó a cabo en el Instituto de Mecánica de Precisión e Ingeniería Informática con sede en Moscú (dirigido por Sergei Lebedev) sobre un sistema de defensa antimisiles automatizado que utilizaba una red informática que calculaba los datos de radar en misiles de prueba a través de una máquina central llamada M-40 y estaba intercambiando información con terminales remotas más pequeñas a unos 100-200 kilómetros de distancia. Los científicos utilizaron varios lugares en la URSS para sus trabajos, el más grande fue un enorme rango de prueba al oeste del lago Balkhash. Mientras tanto, los usuarios de radioaficionados de toda la URSS estaban realizando conexiones P2P con sus camaradas en todo el mundo utilizando códigos de datos. Más tarde, en 1972 se lanzó una red de datos automatizada masiva llamada Exprés para satisfacer las necesidades de los ferrocarriles rusos.
Desde principios de la década de 1980, el Instituto de Investigación Científica de Toda la Unión para Sistemas Computarizados Aplicados (VNIIPAS) estaba trabajando para implementar conexiones de datos a través del protocolo telefónico X.25. Existió una conexión soviética de prueba con Austria en 1982, en 1982 y 1983 hubo una serie de conferencias mundiales de computación en VNIIPAS iniciadas por la ONU donde la URSS estuvo representada por un equipo de científicos de muchas repúblicas soviéticas encabezado por el bioquímico Anatoly Klyosov. Los otros países participantes fueron el Reino Unido, Estados Unidos, Canadá, Suecia, RFA, RDA, Italia, Finlandia, Filipinas, Guatemala, Japón, Tailandia, Luxemburgo, Dinamarca, Brasil y Nueva Zelanda.
Además, en 1983 el San Francisco Moscow Teleport (SFMT) fue iniciado por VNIIPAS y un equipo estadounidense que incluía a Joel Schatz, Michael Kleeman y Chet Watson con el apoyo financiero inicial de Henry Dakin. SFMT proporcionó servicio de correo electrónico utilizando la plataforma PeaceNet y soporte en varios idiomas. También llevó a cabo varios enlaces de video de escaneo lento. Entre los dos países, incluido el apoyo a médicos como Bob Gale de UCLA en el tratamiento de pacientes expuestos en el accidente de Chernobyl. Más tarde fundó un proveedor de datos y teléfono con fines de lucro SovAm (soviético-estadounidense) Teleport a finales de los 80. Mientras tanto, el 1 de abril de 1984 se hizo un engaño del Día de los Inocentes sobre la "computadora del Kremlin" Kremvax en la Usenet de habla inglesa. Hay informes de conexiones espontáneas de Internet (UUCP y telnet) "desde casa" a través de X.25 en la URSS ya en 1988. En 1990, una iniciativa sin fines de lucro GlasNet de la Asociación de Comunicaciones Progresivas con sede en EE. UU. Patrocinó el uso de Internet en varios proyectos educativos en la URSS (a través de Sovam).

## Uso de masas

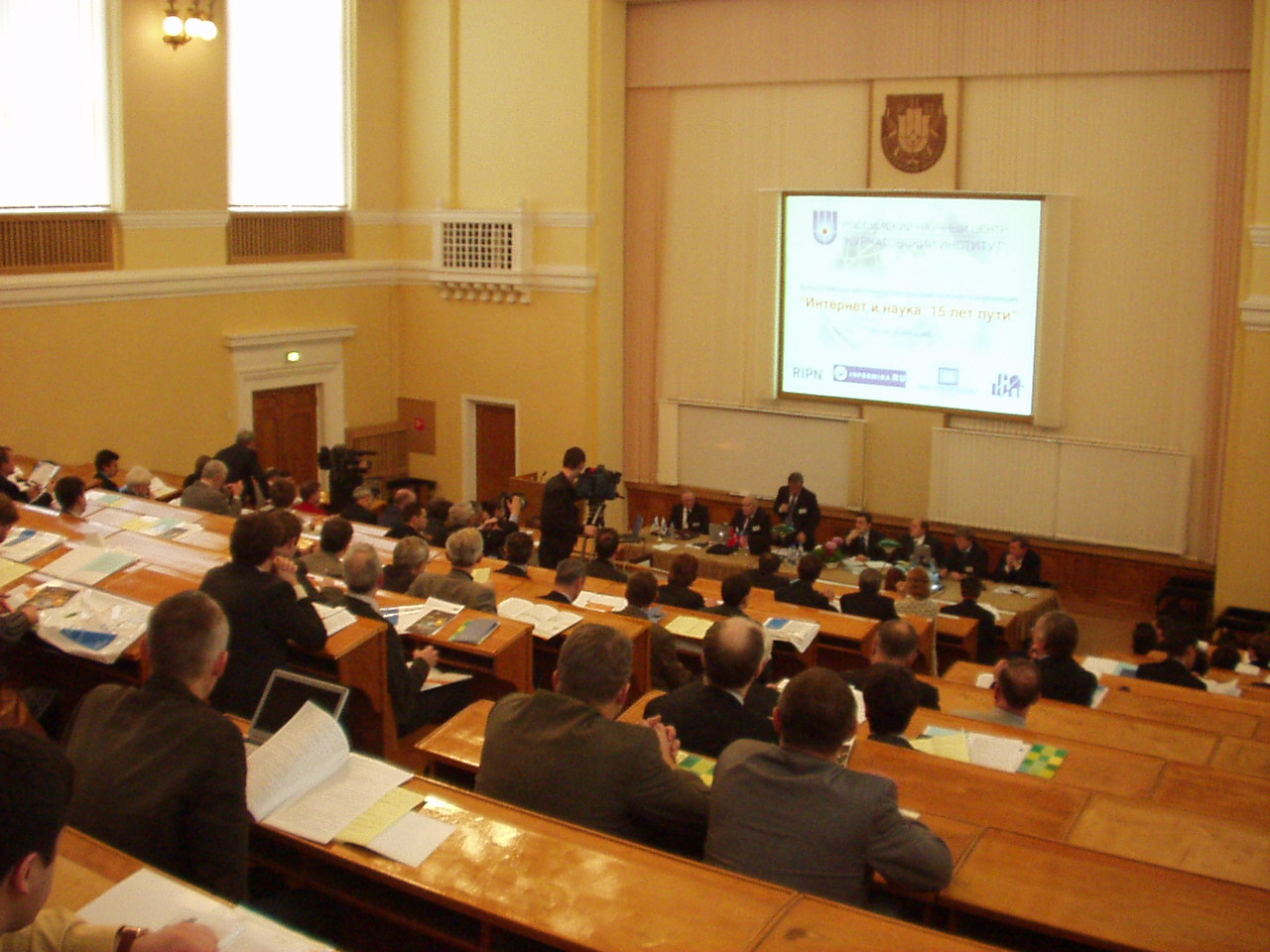
Conferencia "Internet y ciencia: 15 años de camino" en el Instituto Kurchatov el 10 de noviembre de 2005

En 1990-1991, la red de Relcom se estaba expandiendo rápidamente, se unió a EUnet y se usó para difundir noticias sobre el intento de golpe soviético de 1991 en todo el mundo, mientras que los cupones a través de la KGB intentaban suprimir la actividad de los medios de comunicación sobre el tema. Después de la caída de la URSS, la Federación de Rusia heredó muchas de las antiguas estructuras controladas por el Estado soviético, entre ellas, vastas redes telefónicas. Con la transformación de la economía, las industrias de telecomunicaciones basadas en el mercado crecieron rápidamente, aparecieron varios ISP.
Mientras tanto, el primer nodo ruso FidoNet supuestamente comenzó en octubre de 1990 en Novosibirsk, y la URSS se incluyó en la Región 50 de FidoNet. La actividad rusa de FidoNet contribuyó al desarrollo de Runet, ya que las redes masivas sobre BBSes fueron durante un tiempo más populares que antes. Internet a principios de los 90.
En marzo de 1991, la National Science Foundation comenzó a permitir que los países del bloque oriental se conectaran a la red global TCP / IP (la "Internet propiamente dicha").
En octubre de 2007, el entonces vice primer ministro Dmitri Medvédev anunció que todas las escuelas de Rusia (alrededor de 59.000) estaban conectadas a Internet, pero luego se dieron a conocer las preocupaciones de que había problemas con un contratista que las atendiera. También en diciembre de 2007, como seguimiento del célebre Caso Ponosov, que trataba del uso de software ilegal en las escuelas rusas, se anunciaron planes para probar oficialmente Linux en las escuelas de Perm Krai, Tatarstan y Tomsk Oblast para determinar la viabilidad de seguir implementando la educación basada en Linux en las otras regiones del país. En los años siguientes, los resultados de las pruebas se consideraron satisfactorios, pero aparecieron nuevos problemas organizativos, incluidos los oscuros aspectos de la distribución de los fondos asignados por el estado. Según las estadísticas del Consejo Europeo, en el segundo semestre de 2012 el número de nuevos suscriptores conectados por tecnología FTTx (fibra al edificio) en Rusia aumentó en 2,2 millones de personas, más que los 27 países de la Unión Europea juntos. El número total de hogares con conexión permite FTTx fue de 7,5 millones. Esto significa que en 2012 más del 40% de los usuarios de banda ancha de línea fija estaban conectados por fibra óptica. Rusia ha logrado un progreso notable en el logro de la conectividad de banda ancha para sus ciudadanos.
La conectividad de banda ancha móvil está cerca del promedio para las economías avanzadas (60 suscripciones activas por cada 100 habitantes), la tasa de penetración de la telefonía móvil es una de las más altas del mundo y Rusia es un líder mundial en la asequibilidad de la banda ancha fija, con suscriptores costos que cumplen con los criterios de asequibilidad de la Unión Internacional de Telecomunicaciones de la ONU que atienden a más del 90 por ciento de los hogares rusos. La velocidad media de conexión a Internet de Rusia de 7,4 Mbit / s también es casi el doble del promedio mundial de 3,8 Mbit / s. Sin embargo, Rusia todavía enfrenta desafíos en la brecha digital para llegar a áreas rurales y remotas. La penetración de la banda ancha fija es más alta en Moscú y más baja en la República de Chechenia. Dado el enorme tamaño de Rusia y sus diversos niveles de desarrollo, la brecha digital continúa persistiendo.

## Sondeo

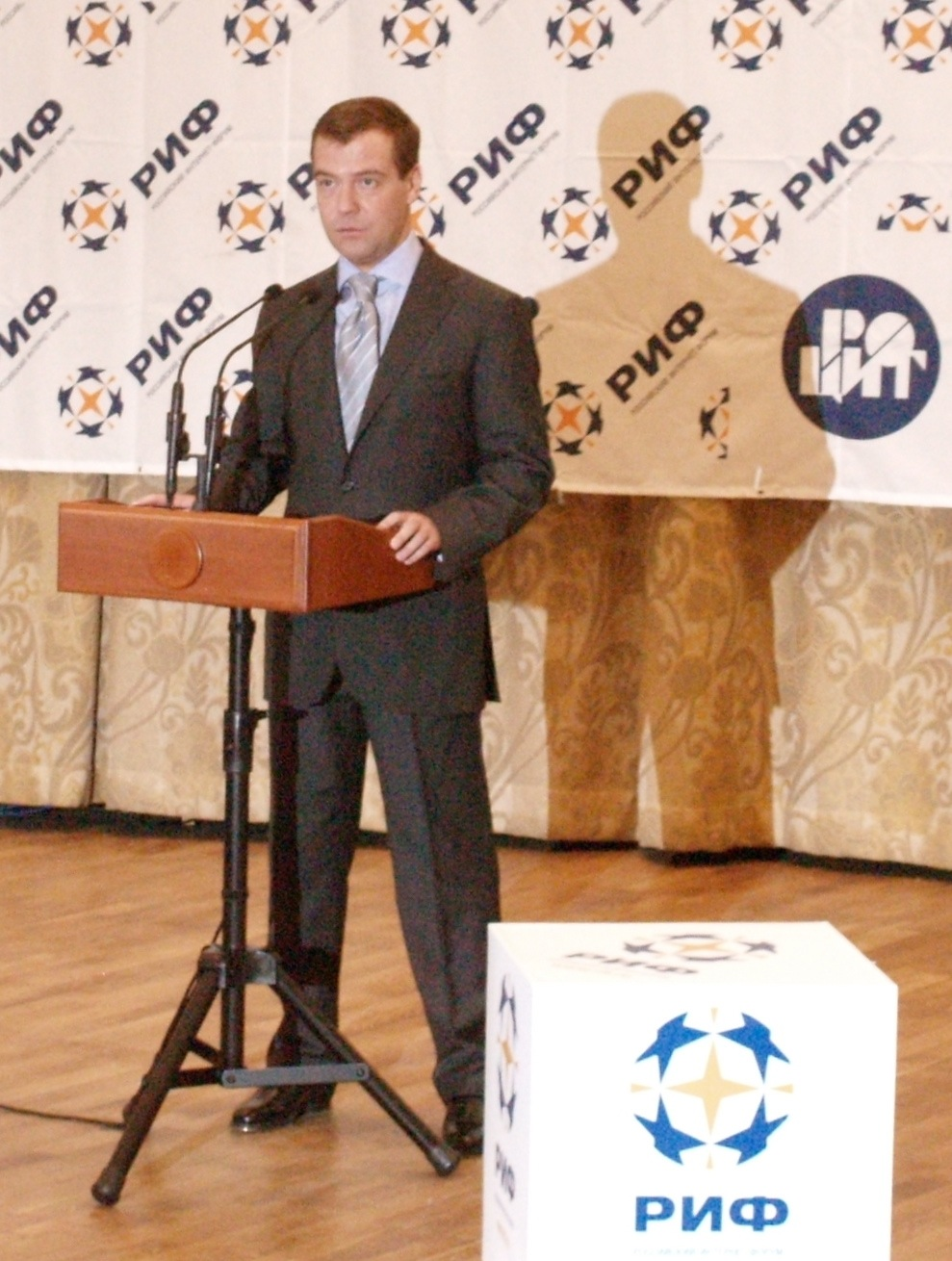
Dmitri Medvédev

La destacada Fundación de Opinión Pública FOM (ФОМ) en marzo de 2007 publicó un informe que encontró que 28 millones de personas de 18 años o más en Rusia (25%) habían utilizado Internet en los últimos seis meses (usuarios mensuales 23,9 / 21%; diario 10.1 / 9%). En noviembre de 2006, TNS Gallup Media en un informe llamado por algunas fuentes "investigación de primera calidad sobre la audiencia de Internet en Rusia" situó una audiencia rusa mensual en más de 15 millones. El proyecto de monitoreo Rukv.ru encontró 1.001.806 direcciones WWW dentro de .ru y .su respondiendo en marzo de 2008. El servicio nacional de registro de dominios RU-Center anunció la creación del millonésimo dominio .ru el 17 de septiembre de 2007 (se cree que alrededor de 200 mil dominios para ser 'estacionado' por ocupantes ilegales).
El 3 de abril de 2008, el presidente electo de Rusia, Dmitri Medvédev, inauguró el RIF-2008, quien dijo en el discurso de apertura del foro que estima que Runet está poblado por 40 millones de usuarios, o el 28 por ciento de la población. También afirmó que los sitios rusos hacen $ 3 mil millones en transacciones anuales y tienen $ 370 millones en ingresos publicitarios.
En octubre de 2008, el presidente Medvédev inició su propio blog de vídeo, que en abril de 2009 se amplió con la versión moderada por separado en LiveJournal. En junio de 2009, la FOM publicó los resultados de su nueva encuesta que encontró que la "audiencia de medio año" de personas de 18 años o más era del 33%, o 37,5 millones.
CIA World Factbook afirma que había 10.382 millones de servidores de Internet en 2008 y 40.853 millones de usuarios de Internet en 2010 en Rusia.
En marzo de 2011, el número total de suscriptores de banda ancha alcanzó los 16,5 millones con una penetración de casi el 30%. Estos números aumentaron en dos años en un 180% contra 9 millones en 2009. La tasa de penetración más alta por encima del 70% se encuentra en Moscú y San Petersburgo, estas dos ciudades también representan una cuarta parte de todos los suscriptores (3,2 y 1,2 millones respectivamente).
En septiembre de 2011, Rusia superó a Alemania como el mercado europeo con el mayor número de visitantes únicos en línea.
En marzo de 2013 se anunció que el ruso es ahora el segundo idioma más utilizado en la web. Según estimaciones de Daily Telecom, para el tercer trimestre de 2013 había 26,3 millones de suscriptores de banda ancha. Los principales proveedores de servicios de Internet residencial por cuota de mercado a finales de 2013 fueron: Rostelecom: 38,6%, ER-Telecom: 11,1%, VimpelCom: 10,1%, MTS: 9,4%, TransTelekom: 4,6%, AKADO: 3,3%, Otros: 22,9 %.

## Desarrollo

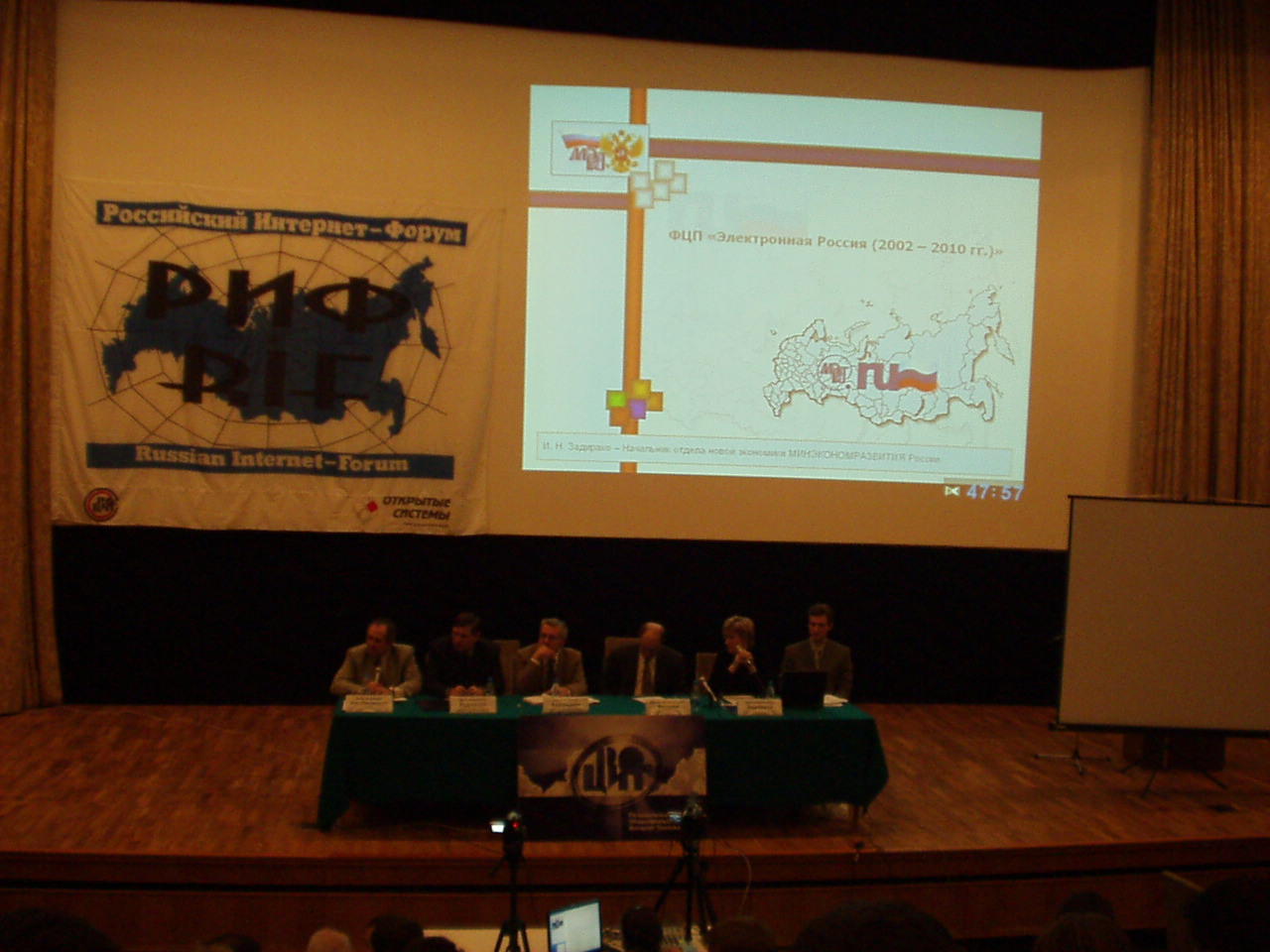
Funcionarios gubernamentales informan al Foro de Internet de Rusia sobre la "Rusia electrónica" en 2005

El desarrollo de la infraestructura de Internet en Rusia comenzó con el desarrollo de redes informáticas basadas en módems analógicos en las ciudades soviéticas, principalmente en instituciones científicas. La primera en conectar hosts de correo electrónico UNIX en todo el país (incluidas las repúblicas soviéticas) fue la organización Relcom, que se formó el 1 de agosto de 1990 en el instituto de física nuclear Kurchatov en Moscú. Funcionaban junto con la cooperativa de programación asociada Demos, que lleva el nombre del sistema operativo tipo Unix DEMOS de fabricación soviética. En agosto de 1990, establecieron un enrutamiento regular de correo electrónico con un nodo de Internet en la Universidad de Helsinki a través de una línea de voz de pago.
En la década de 1990, Rostelecom construyó sistemas internacionales de cable de fibra óptica - "Zapadny" (Dinamarca-Rusia), "Yuzhny" (Italia-Turquía-Ucrania-Rusia) y "Vostochny" (Rusia-Japón-Corea) - así como " Moscú-Khabarovsk "Línea de fibra óptica trans-rusa". La situación favoreció la entrada de Rusia en el mercado de tránsito internacional de telecomunicaciones. Sin embargo, la baja capacidad de transmisión (560 megabits por segundo) de los tres sistemas diseñados principalmente para comunicaciones de voz se convirtió en el principal obstáculo que obstaculizó la expansión internacional. En 2005 se estableció la Línea de Comunicación de Fibra Óptica Chelyabinsk-Khabarovsk que se extiende por 10 mil kilómetros. La velocidad mínima de transmisión es de 120 Gigabits por segundo. Muchos ISP comerciales locales funcionan en las grandes ciudades, pero la mayoría de las líneas de cable existentes en todo el país están en manos de un pequeño número de grandes operadores, como el ex "monopolista", Rostelecom, controlado por el estado, y Transtelecom, afiliada a ferrocarriles, que opera en el país. la red troncal de fibra DWDM más grande. La cobertura de telefonía celular con servicios digitales como GPRS es casi omnipresente. En el año 2007, la compañía Golden Telecom construyó una red Wi-Fi masiva en Moscú para uso comercial que es reconocida como la red inalámbrica urbana más grande del mundo. La costa rusa del Mar Negro se ha convertido en un área importante para las redes de fibra óptica, ya que sirvió como columna vertebral de comunicación durante los Juegos Olímpicos de Invierno de 2014.
En octubre de 2010, el operador de telefonía móvil MegaFon seleccionó los enrutadores Huawei NE5000E para construir nodos troncales para una red IP / MPLS de 40 Gbit / s en las ciudades más grandes de Rusia, incluidas Moscú y San Petersburgo, dice Huawei. Mientras tanto, Megafon también anunció la apertura de lo que promociona como el centro de datos más grande de Rusia en Samara. En 2011, Rostelecom inició la implementación de equipos basados en WDM en la red troncal para la transmisión de datos en la República de Daguestán. Debido a la introducción de WDM, el ancho de banda de las líneas de comunicación de fibra óptica aumentó a 2,5 Gbit / s. Rostelecom invirtió alrededor de 48 millones de rublos en el proyecto. 
Hasta 2011, la red troncal de Rusia se basaba en tecnología DWDM con una capacidad de 10 y 40 Gbit / s. El operador inició proyectos para ampliar la capacidad de la línea de tránsito Transit Europa - Asia en dos sucursales independientes. Las líneas de comunicación están en construcción dentro de una segunda fase del backbone de TEA "High Speed Backbone Transit Europe-Asia". La construcción de la primera sucursal se completó en 2011 (Jabárovsk - Estocolmo). La segunda rama (Jabárovsk - Frankfurt) se completó en 2013. Además, las redes troncales ampliadas se encuentran en la ruta de Jabárovsk - Najodka - Tokio y Jabárovsk - Hong Kong, donde también se aplica equipo de 100G WDM. Actualmente, MasterTel, con sede en Moscú y San Petersburgo, es un ISP que proporciona líneas de fibra óptica de alta velocidad de hasta 10 Gbit / s por segundo a consumidores y empresas. En 2012, la Federación de Rusia anunció un objetivo ambicioso de proporcionar al 90% de los hogares velocidades de conexión "ultrarrápidas" de al menos 100 megabits por segundo para 2018. La responsabilidad se ha encomendado a Rostelcom, que tiene la tarea de conectar unos 4 millones de asentamientos rurales mediante la instalación de 200.000 km de cable de fibra óptica.